# Ióannész Geómetrész
Ióannész Geómetrész (Ιωάννης Γεωμέτρης, Joánisz Jeométrisz, ? – 990 körül) középkori bizánci költő.

## Élete és művei
Életéről keveset tudunk, mellékneve talán foglalkozására (földmérő?, geometriatanár?) utal. Másik melléknevét (Küriótész ógörögül: Κυριώτης) onnan kapta, hogy állami szolgálatból való elbocsátása után a Konstantinápolyi Küru-kolostor lakója lett. Feltehetően a világi értelmiség alsó rétegéhez tartozott.
Elsősorban epigrammákat írt, de egyes darabjaiban túllép a műfaji sémákon. Sok versben foglalkozik önmagával, a belsejében folyó – lélek és test közötti – harccal. Változatos témakörű verseiben megjelennek korának nagyjai és eseményei. Nem idegen Jóannésztől az őszinte meggyőződésből fakadó moralizálás sem. Lelkesedéssel szól az ókori görög–római filozófia és irodalom képviselőiről, és ugyanígy ünnepli a keresztény szentatyákat is.

## Művei magyarul
- Epigrammák (részletek) INː (szerk.) Simon Róbert – Székely Magda – Dimitriosz Hadziszː A bizánci irodalom kistükre, Európa Könyvkiadó, Budapest, 1974, ISBN 963-07-0345-9, 362–363 p